# Бекманн, Эмили
Эмили Бекманн (дат. Emilie Beckmann; род. 4 февраля 1997, Туне, Роскилле) — датская пловчиха, призёр чемпионата Европы 2017 года в Копенгагене на короткой воде, призёр чемпионата Европы 2018 в Глазго. Специализируется на коротких дистанциях баттерфляем, постоянно участвует в эстафетах.

## Биография
Является студенткой и изучает политологию в Копенгагенском университете.
В 2016 году на мировом первенстве в канадском Уинсоре, в 25-метровом бассейне праздновала первый большой триумф завоевав в составе эстафетной команды девушек из Дании бронзовую медаль.
В 2017 году на чемпионате Европы на короткой воде в Копенгагене завоевала две серебряные и две бронзовые награды.
В 2018 году на чемпионате Европы в Глазго, Эмили завоевала две серебряных медали: на 50 м баттерфляем и в эстафете 4×100 комплексным плаванием.
В 25-метровом бассейне, на чемпионате Европы в декабре 2019 года, стала бронзовым призёром на дистанции 50 метров баттерфляем, показав время 25,15 и уступив победительнице Мелани Хеники 0,59 секунды.
В мае 2021 года на чемпионате Европы, который состоялся в Венгрии в Будапеште, на дистанции 50 метров баттерфляем, проплыв за 25,59 секунды в финале, завоевала бронзовую медаль чемпионата.